# Takeru Inukai
Takeru Inukai (犬養 健), né le 28 juillet 1896 à Tokyo et décédé à l'âge de 64 ans le 28 août 1960 dans cette même ville, est un homme politique et romancier japonais de l'ère Shōwa. Aussi connu sous le nom d'Inukai Ken, il est le troisième fils du Premier ministre, Inukai Tsuyoshi.

## Biographie
Inukai est né dans le district d'Ushigome à Tokyo. Bien qu'accepté à la faculté de philosophie de l'université de Tokyo, il quitte l'établissement avant son diplôme. Intéressé par la littérature depuis ses années d'études, il fréquente la société littéraire Shirakabaha (« Bouleau blanc ») en raison de son point de vue libéral humaniste. Ses travaux sont influencés par Saneatsu Mushanokōji et Yoshirō Nagayo, et il devient membre de la section japonaise du PEN club.
Il est candidat à un siège au 2e district de Tokyo à la chambre des représentants de la Diète du Japon sous la bannière du parti Rikken Seiyūkai aux élections législatives japonaises de 1930, et est réélu douze fois, conservant son siège jusqu'à sa mort en août 1960. Il est attaché de presse dans le premier gouvernement de Fumimaro Konoe. Il rompt avec le Rikken Seiyūkai en 1939 et rejoint une faction neutre dirigée par Tsuneo Kanemitsu (en). Il est interrogé par la police dans l'affaire d'espionnage de Richard Sorge.
Comme son père, Inukai Tsuyoshi, a toujours soutenu des relations amicales avec la Chine, Takeru a des contacts et de bonnes relations avec des hommes politiques chinois durant la période d'avant-guerre. Après l'assassinat de son père lors de l'incident du 15 mai, il continue de lutter pour la restauration de bonnes relations sino-japonaises, et soutient particulièrement le gouvernement de Wang Jingwei dans l'espoir qu'il apportera la stabilité qui permettra au Japon de retirer ses troupes du bourbier chinois.

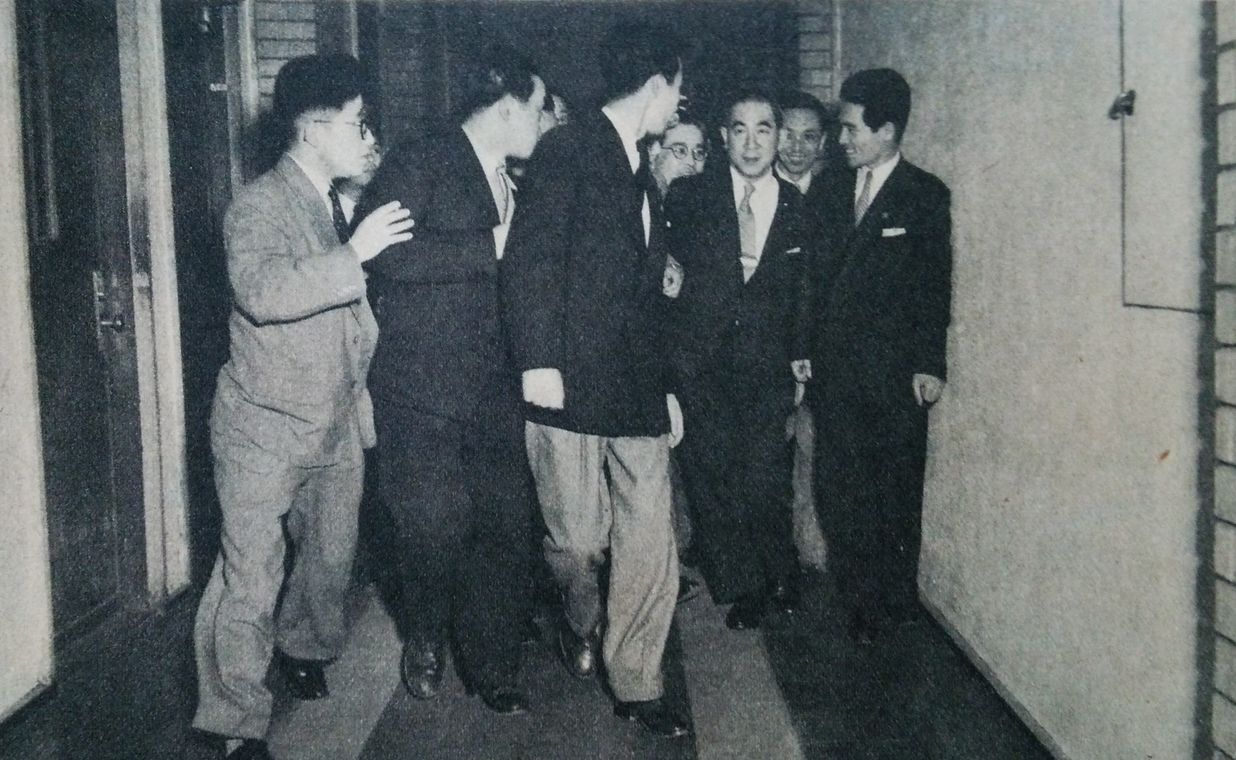
Takeru Inukai le 21 avril 1954.

Lors des élections législatives japonaises de 1942, Inukai est réélu comme candidat indépendant contre l'Association de soutien à l'autorité impériale.
Après la Seconde Guerre mondiale, il aide à organiser le Shinpotō, dont il devient président. Le parti fusionne avec le Minshutō, l'un des précurseurs du Parti libéral-démocrate en 1948. En 1952, sous le 4e gouvernement de Shigeru Yoshida, Inukai devient ministre de la Justice. Il conserve ce poste dans le 5e gouvernement en 1953. Cependant, lors d'un scandale de construction navale en 1954, il refuse d'approuver (sous la pression du Premier ministre), la poursuite judiciaire de l'ex-Premier ministre Eisaku Satō, qui est accusé de corruption et de détournement de fonds publics. Par la suite, il démissionne de son poste de ministre de la Justice pour protester.
Inukai meurt en 1960 à 64 ans, et est enterré au cimetière d'Aoyama à Tokyo. Son fils, Yasuhiko Inukai (né en 1928) a été président de Kyodo News.